# Exosoma nigrum
Exosoma nigrum es una especie de insecto coleóptero de la familia Chrysomelidae.

## Distribución geográfica
Habita en Zanzíbar (Tanzania).